# Зечево Рогозницко
Зечево Рогозницко (хорв. Zečevo Rogozničko) — 
село на юге Хорватии, в составе общины Рогозница Шибенско-Книнской жупании.
Расположено в Далмации в районе Далматинская Загора в 3 км северо-западнее с. Рогозница.

## Население

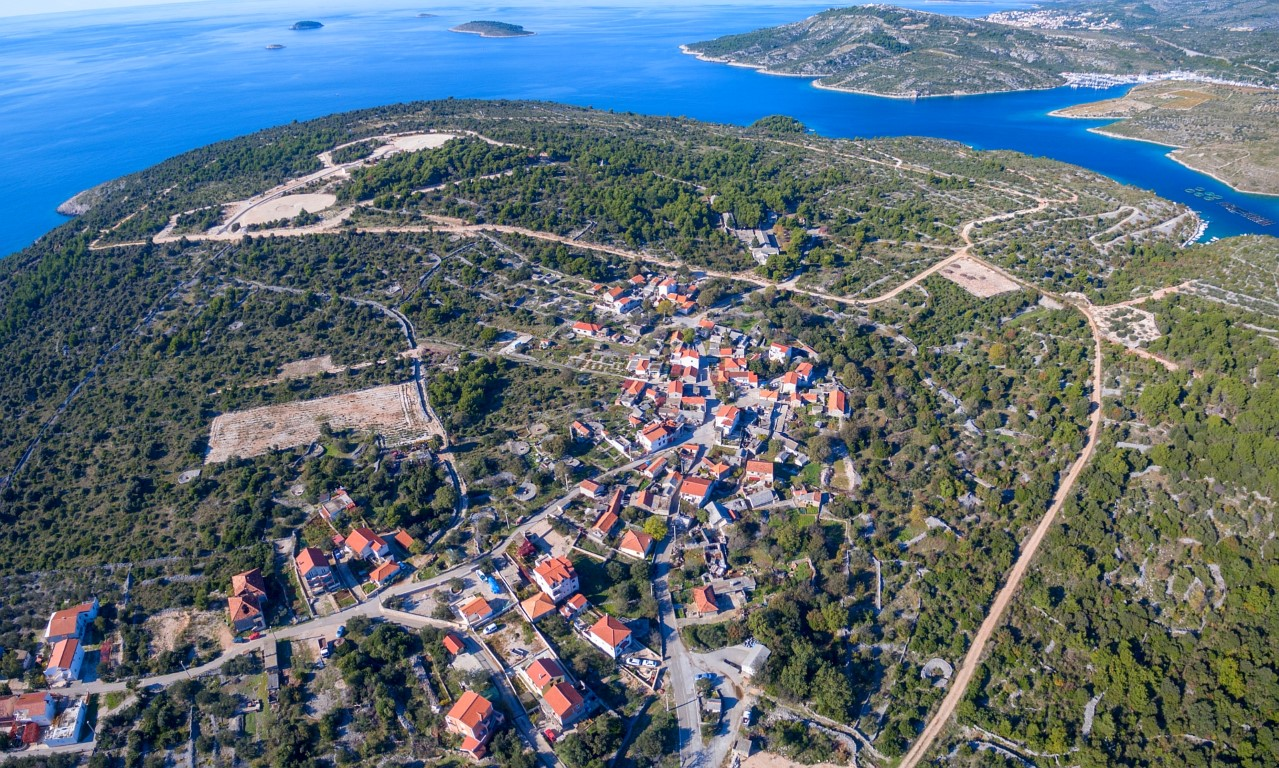

В 2011 году численностью населения составляла 195 жителей.

## Климат
Средняя годовая температура составляет 13,60 °C, средняя максимальная – 28,48 °C, а средняя минимальная – -0,71 °C. Среднее годовое количество осадков – 868 мм.